# The Descendants
The Descendants és una comèdia dramàtica estatunidenca dirigida per Alexander Payne i estrenada el 2011.

## Argument
Matt King (George Clooney) és un advocat i adinerat home de negocis de Hawaii, descendent de l'aristocràcia de les illes, que es troba en una mala ratxa personal, ja que la seva esposa Elizabeth (Patrícia Hastie) acaba de sofrir un accident mentre navegava i es troba greument ferida, debatent-se entre la vida i la mort en un hospital; però això no és tot, ja que King sap que la seva dona li era infidel des de feia temps amb un tauró de les finances, Brian Speer (Matthew Lillard), amb qui es veu obligat a enfrontar-se. Tanmateix, per a Matt la infidelitat de la seva esposa no és el pitjor; per a ell el pitjor de tot és que ha perdut contacte amb les seves filles, Alexandra (Shailene Woodley) i Scottie. La seva relació amb l'adolescent Alexandra serà especialment conflictiva, ja que aquesta no deixa de retreure-li la seva actitud distant amb les seves filles i esposa en el passat.
Finalment s'imposa un canvi d'aires en les seves vides i les seves filles es traslladaran amb ell a la seva residència a Hawaii. Matt tindrà l'esperança que les coses es calmin i tractar d'aconseguir l'amor perdut dels seus descendents.

## Repartiment
- George Clooney: Matt King
- Judy Greer: Julie Speer
- Matthew Lillard: Brian Speer, el marit de Julie
- Shailene Woodley: Alexandra King, la filla gran de Matt, 17 ans
- Beau Bridges: el cosí Hugh
- Robert Forster: Scott, el cunyat de Matt
- Mary Birdsong: Kai Mitchell, amic de la parella King
- Rob Huebel: Mark Mitchell, el marit de Kai, amic de la prella King
- Laird Hamilton: Troy Cook, el « neandertal »
- Matt Corboy: cosí Ralph

## Premis i nominacions

### Premis
- 2011: Premi Satellite a la millor pel·lícula dramàtica
- 2011: Premi Los Angeles Film Critics Association a la millor pel·lícula
- 2012: Oscar al millor guió adaptat per Alexander Payne, Nat Faxon i Jim Rash
- 2012: Globus d'Or a la millor pel·lícula dramàtica
- 2012: Globus d'Or al millor actor dramàtic per George Clooney

### Nominacions
- 2012: Oscar a la millor pel·lícula
- 2012: Oscar al millor director per Alexander Payne
- 2012: Oscar al millor actor per George Clooney
- 2012: Oscar al millor muntatge per Kevin Tent
- 2012: Globus d'Or al millor director per Alexander Payne
- 2012: Globus d'Or a la millor actriu secundària per Shailene Woodley
- 2012: Globus d'Or al millor guió per Alexander Payne, Nat Faxon i Jim Rash
- 2012: BAFTA a la millor pel·lícula
- 2012: BAFTA al millor actor per George Clooney
- 2012: BAFTA al millor guió adaptat per Alexander Payne, Nat Faxon i Jim Rash

## Box-office
Als Estats Units, la recaptació puja a 81.454.624 dòlars.

## Rebuda
The Descendants va rebre majoritàriament crítiques positives. El lloc Rotten Tomatoes informa que el 92% de les 51 crítiques donen una ràtio positiva, amb una mitjana de 8,6/10. El lloc Metacritic dona una nota de 84 sobre 100.